# 扬·威廉·努特
扬·威廉·努特（德語：Jan Willem Noot；1708年2月22日—1770年4月5日）是普鲁士的一个海关监督员。
扬·威廉·努特是商人德克·努特（1680年—1712年）和其妻子玛丽亚（娘家姓罗兰，1685年—1775年）的独子，4个孩子中的第2个，于1708年2月22日出生于科隆。
与其祖父一样，他学习了船运职业。约1730年，扬·威廉·努特在荷兰奈梅亨或附近生活和工作。1733年，他成为下莱茵地区的奥尔索伊的普鲁士王家海关监督员。1744年，他接任鲁尔奥尔特的海关和牌照监督员职务。
12年后，他在城门外建造了一座住宅和办公室（仓库）。1756年，扬·威廉·努特与家人搬进了这座新宅，在该建筑中为当地的殖民商品商人经营仓储业务。
他可能后来扩展了该业务，增加了货运代理服务。扬·威廉·努特在鲁尔奥尔特享有很高的声誉。他是该市的副市长，并担任市民自卫队的副指挥官。
扬·威廉·努特与第一任妻子约翰娜·玛丽亚·马克思于1731年在奈梅亨附近的内尔博斯结婚，育有1女，但该女在幼年时去世。1739年，扬·威廉·努特再婚，娶了来自富裕的奥尔索伊纺织制造商家庭的约翰娜·卡特里娜·埃尔肯斯威克。
努特夫妇育有9个子女，其中6个活到成年。他的女儿路易丝·努特（1762年—1822年）嫁给巴门的工厂主约翰·卡斯帕·恩格斯，他们的儿子弗里德里希·恩格斯是马克思主义创始人之一弗里德里希·恩格斯的父亲。他的另一个女儿阿莱塔·哈尼尔嫁给商人雅各布·威廉·哈尼尔；后来，雅各布·威廉·哈尼尔从努特手中接管鲁尔奥尔特的仓库业务。
1770年4月5日，他在鲁尔奥尔特去世。